# Urbino Botelho
Urbino José Gonçalves Bothelo est un homme politique santoméen. Il est ministre des Affaires étrangères, de la Coopération et des Communautés du XVIe gouvernement constitutionnel, du 18 octobre 2016 au 3 décembre 2018.
Il rétablit le 26 décembre 2016 les relations de l'archipel africain avec la Chine, rompant ainsi ses ententes avec Taïwan (en place depuis 1997) en ralliant le principe de « Chine unique ».